# 倚天屠龍記之聖火雄風
《倚天屠龍記之聖火雄風》是2022年香港武侠片，《倚天屠龍記之九陽神功》續集，由王晶和姜國民聯合執導，王晶編劇，林峯、文詠珊、雲千千及邱意濃領銜主演，徐錦江、方中信主演。
《倚天屠龍記之聖火雄風》於2022年2月3日在中國大陸網路播出。2022年大年初一在新加坡和马来西亚影院上映。

## 演員
| 演員   | 角色                                        |
| ------ | ------------------------------------------- |
| 林 峯  | 張無忌                                      |
| 文詠珊 | 趙 敏                                       |
| 云千千 | 小 昭                                       |
| 邱意濃 | 周芷若                                      |
| 徐錦江 | 明教「金毛獅王」謝遜                        |
| 方中信 | 明教「光明左使」楊逍                        |
| 黃浩然 | 明教「青翼蝠王」韋一笑                      |
| 梁 琤  | 滅絕師太                                    |
| 林子聰 | 華山二老之一                                |
| 張 璇  | 丁敏君                                      |
| 陳紫函 | 明教「紫衫龍王」黛綺絲 （即後來的金花婆婆） |
| 黃栢文 | 宋遠橋                                      |
| 何浩文 | 殷梨亭                                      |
| 劉浩龍 | 宋青書                                      |
| 郭政鴻 | 明教「光明右使」范遙 （即後來的苦頭陀）     |
| 駱應鈞 | 明教「白眉鷹王」殷天正                      |
| 孫蛟龍 | 汝陽王                                      |
| 葉項明 | 王保保                                      |
| 釋彥能 | 成 崑（即圓真）                             |
| 丁一森 | 玄冥二老之鹿杖客                            |
| 喻 亢  | 玄冥二老之鶴筆翁                            |
| 火 星  | 空聞大師                                    |
| 田啟文 | 華山二老之一                                |
| 孫義飛 | 流雲使                                      |
| 徐 鑫  | 妙風使                                      |
| 楊振遠 | 輝月使                                      |
| 桂晶晶 | 韓 姬                                       |

## 制作
2017年王晶公开表示，续集的框架和构思已经完成，有机会将考虑搬上大螢幕。2019年12月21日，王晶在微博宣布：“我要拍新的倚天屠龙记电影了。张无忌终于去大都找赵敏了。”同时还放出一张电影海报，相隔27年開拍新作。

## 軼事
電影連拍後分上下部《倚天屠龍記之九陽神功》和《倚天屠龍記之聖火雄風》。電影無緣在中國大陸大銀幕上映，於2022年1月31日以及2022年2月3日網路平台上架。

## 電影歌曲
| 曲別   | 歌名         | 作曲          | 填詞   | 編曲  | 監製  | 主唱         |
| ------ | ------------ | ------------- | ------ | ----- | ----- | ------------ |
| 片尾曲 | 《如夢》     | Unity、馬敬恆 | 曾詠熙 | Unity | Unity | 林峯         |
| 插曲   | 《一廂情願》 | 陳詠桐        | 陳詠桐 | 何丙  | 何丙  | 林峯、陳詠桐 |

## 外部連結
- 香港影庫上《倚天屠龍記之聖火雄風》的資料（繁體中文）
- 豆瓣电影上《倚天屠龍記之聖火雄風》的資料 （简体中文）
- 时光网上《倚天屠龍記之聖火雄風》的資料（简体中文）
- 互联网电影数据库（IMDb）上《倚天屠龍記之聖火雄風》的资料（英文）